# Biehler Pro Cycling
El Biehler Pro Cycling (Código UCI: BPC) es un equipo ciclista femenino de los Países Bajos de categoría UCI Women's Team, máxima categoría femenina del ciclismo en ruta a nivel mundial.

## Historia
El equipo femenino inicio desde el 2008 como un club ciclista participando en un calendario local. En la actualidad hace parte de la categoría UCI Women's Team con la finalidad de apoyar al ciclismo femenino profesional.

## Material ciclista
El equipo utiliza bicicletas Look.

## Clasificaciones UCI
Las clasificaciones del equipo y de su ciclista más destacado son las siguientes:
| Temporada | Clasificación por equipos | Mejor corredor | Posición |
| 2019      |                           |                |          |

## Palmarés
Para años anteriores véase: Palmarés del Biehler Pro Cycling.

### Palmarés 2019

#### UCI WorldTour 2019
| Fechas | Carreras | Ganadora |
|        |          |          |

#### Calendario UCI Femenino 2019
| Fechas | Carreras | Ganadora |
|        |          |          |

#### Campeonatos nacionales
| Fechas | Carreras | Ganadora |
|        |          |          |

## Plantillas
Para años anteriores, véase Plantillas del Biehler Pro Cycling

### Plantilla 2019
| Integrantes del equipo 2019 | Integrantes del equipo 2019 | Integrantes del equipo 2019                       | Integrantes del equipo 2019 |
| Corredor                    | Fecha de nacimiento         | Equipo previo                                     |                             |
| --------------------------- | --------------------------- | ------------------------------------------------- | --------------------------- |
| Marissa Baks                | 5 de diciembre de 1998      |                                                   |                             |
| Teuntje Beekhuis            | 18 de agosto de 1995        | Parkhotel Valkenburg (2018)                       |                             |
| Henrietta Colborne          | 20 de abril de 1998         | Bizkaia-Durango (2018)                            |                             |
| Merel Hofman                | 4 de enero de 1999          | Restore (2017)                                    |                             |
| Roos Hoogeboom              | 16 de agosto de 1982        | Maaslandster International Women's Cycling (2018) |                             |
| Melanie Klement             | 3 de mayo de 1994           | Adelaar Ladies (2017)                             |                             |
| Quinty Ton                  | 4 de agosto de 1998         | Restore (2018)                                    |                             |
| Nienke Wasmus               | 23 de octubre de 1999       |                                                   |                             |
| Natalie van Gogh            | 14 de septiembre de 1974    | Parkhotel Valkenburg (2018)                       |                             |
|                             |                             |                                                   |                             |
| Fuente: ProCyclingStats     |                             |                                                   |                             |